# Yle Teema
Yle Teema – cyfrowy tematyczny kanał telewizyjny fińskiego nadawcy publicznego Yle. W 2017 roku został przekształcony w Yle Teema & Fem.

## Format
Kanał rozpoczął nadawanie 27 sierpnia 2001 w czasie najwyższej oglądalności. Oferta programowa była złożona z programów edukacyjnych, dokumentalnych, naukowych i kulturalnych. Każda sobota poświęcona była odrębnemu blokowi tematycznemu.